# The Bell
The Bell är ett svenskt popband bestående av Jan Petterson, Nicklas Nilsson och Mathias Strömberg. De släppte sitt debutalbum, Make Some Quiet, den 22 oktober 2007. Bandet är signat hos Badman Recording Co.
Utöver album och digitala tjänster har musik från The Bell placerats i media, främst i USA, där de medverkat i ABC Greek, Kyle X/Y och Vampire Diaries.